# Carena del Vinardell
La Carena del Vinardell és una serra situada al municipi de Sant Llorenç Savall a la comarca del Vallès Occidental, amb una elevació màxima de 743 metres.